# Кашина Сарона (Милано)
Кашина Сарона је насеље у Италији у округу Милано, региону Ломбардија.
Према процени из 2011. у насељу је живело 78 становника. Насеље се налази на надморској висини од 188 м.